# Нападение на Джерман-Флэтс (1778)
Нападение на Джерман-Флэтс (англ. Attack on German Flatts) — рейд лоялистов и ирокезов на поселение Джерман-Флэтс, совершённый 17 сентября 1778 года во время Войны за независимость США. Американские поселенцы были предупреждены о нападении, но не смогли оказать сопротивления. Лоялисты и ирокезы разрушили множество домов и амбаров, уничтожили посевы и увели скот.
Нападавшими руководил вождь мохоков Джозеф Брант. Нападение на Джерман-Флэтс и другие атаки на приграничные поселения привели к ответным карательным мерам американцев, в результате которых были разрушены ирокезские деревни, служившие оперативной базой для Бранта и его людей.

## Предыстория
Когда началась Американская революция, конфедерация ирокезов не желала принимать участие в ней и попыталась сохранить нейтралитет. Конгрегационалистский священник Сэмюэл Киркленд, служивший миссионером среди ирокезов, смог убедить онайда и тускарора принять сторону американцев, в то время как мохоки, сенека, кайюга и онондага остались верны Великобритании. Объединившись с лоялистами, пробританские ирокезы стали совершать разрушительные набеги на земли Нью-Йорка и Пенсильвании.
После поражения британской армии в Битве при Саратоге в октябре 1777 года, война за независимость США в северной и западной частях провинции Нью-Йорк превратилась в серию взаимных рейдов и небольших стычек. Долина реки Мохок стала особой мишенью для ирокезов и лоялистов, поскольку она являлась одной из богатейших житниц британских колоний в Северной Америке, к тому же, местные фермеры активно снабжали провизией Континентальную армию. Не сумев завладеть этой землёй, британское командование решило лишить своего противника хорошей продовольственной базы и уничтожить поселения в долине.
Зимой 1777—1778 годов вожди ирокезов Сайенкерата и Джозеф Брант, союзники Великобритании, совместно с командиром рейнджеров Джоном Батлером разработали планы нападения на приграничные поселения в Нью-Йорке и Пенсильвании. В конце января Брант покинул форт Ниагара с отрядом из 30 мохоков и отправился к ирокезским деревням, расположенным на севере Нью-Йорка.
В конце мая от 200 до 300 ирокезов и лоялистов под руководством Бранта напали на поселение Коблскилл, полностью разорив его. Они сожгли десять домов и несколько амбаров, а весь скот перебили или увели с собой. В июле Брант совершил набеги на Спрингфилд и Эндрюстаун. В этих поселениях лоялисты и ирокезы также сожгли дома и хозяйственные постройки и убили нескольких мужчин. Во время рейда Брант лично защитил женщин и детей и не позволил своим людям причинить им вред.

## Ход нападения
После сражения в долине Вайоминг Джон Батлер вернулся в форт Ниагара, отправив капитана Уильяма Колдуэлла в ирокезскую деревню Онакуагу командовать рейнджерами. Сам Батлер, сославшись на плохое здоровье, остался в форте. Брант всё лето ожидал военной помощи от британцев, но её не последовало. Он также надеялся, что Батлер покинет форт и присоединится к нему. В середине сентября вождь мохоков понял, что ни подмога, ни Батлер к нему не прибудут. Брант и Колдуэлл решили отправиться в рейд с имеющимися у них бойцами и боеприпасами.
За последние два года в округе Трайон не произошло ни одного серьёзного нападения индейцев и лоялистов и местные жители стали более беспечными. Поселение Джерман-Флэтс славилось своим урожаем зерновых и поэтому Брант решил на него напасть. Разведчики из племени онайда узнали о готовящемся рейде и предупредили поселенцев об опасности. С тремя сотнями белых солдат и 152 ирокезами Брант отправился в путь. Во время похода его люди наткнулись на пятерых онайда и взяли их в плен. 16 сентября ирокезы и лоялисты в верховьях реки Унадиллы столкнулись с девятерыми разведчиками, которых выслал командующий 4-м полком ополчения округа Трайон полковник Питер Беллинджер. Трое американцев были убиты, а один из разведчиков, Адам Хелмер, смог сбежать и поднять тревогу.
Узнав о приближении индейцев и лоялистов, жители Джерман-Флэтс собрались в двух оборонительных постах, фортах Дейтон и Херкимер, чтобы отразить атаку. Из-за сильного и затяжного дождя Брант решил перенести нападение на следующий день. Около 6 утра 17 сентября его люди атаковали Джерман-Флэтс. Не имея артиллерии, лоялисты и ирокезы не стали штурмовать укреплённые посты, а начали уничтожать дома и хозяйственные постройки. Были разрушены и сожжены 63 дома, 57 амбаров, 3 мельницы и одна лесопилка. Покидая уничтоженное поселение, люди Бранта забрали с собой 235 лошадей, 229 голов крупного рогатого скота и 269 овец. Командир рейнджеров Колдуэлл позднее писал: «Мы, по всей вероятности, убили бы большинство жителей Джерман-Флэтс, если бы они не были оповещены о нашем приближении…».

## Последствия
Подкрепление прибыло в Джерман-Флэтс только после ухода ирокезов и лоялистов. Американские ополченцы бросились в погоню, но не сумели настичь людей Бранта. Пятерым пленным онайда удалось сбежать и собрать отряд, к которому помимо их соплеменников, присоединились воины из племени тускарора. Отряд сжёг несколько домов лоялистов в Унадилле и Баттернатсе и захватил десятерых пленных. Вождь онайда усыновил одного из пленников, остальные были доставлены в форт Стэнуикс.
Разрушение и разорение Коблскилла, Спрингфилда, Джерман-Флэтс и других поселений привело к настойчивым призывам к возмездию. Губернатор Нью-Йорка Джордж Клинтон обратился за помощью к Джорджу Вашингтону и тот приказал полковнику Батлеру разрушить ирокезские деревни, служившие базами для людей Бранта. В начале октября солдаты Континентальной армии и нью-йоркские ополченцы атаковали и разрушили Онакуагу и Унадиллу.

## В культуре
В 1936 году американец Уолтер Эдмондс написал роман «Барабаны долины Мохок» (англ. Drums Along the Mohawk), в котором рассказана история бегства Адама Хелмера. Через три года роман был экранизирован режиссёром Джоном Фордом.